# Клёмовский сельский округ
Клёмовский сельский округ — упразднённая административно-территориальная единица, существовавшая на территории Серебряно-Прудского района Московской области в 1994—2006 годах.
Клёмовский сельсовет был образован в первые годы советской власти. К началу 1929 года он входил в состав Серебряно-Прудского района Тульской губернии.
В 1929 году Клёмовский с/с был отнесён к Серебряно-Прудскому району Тульского округа Московской области.
26 сентября 1937 года Серебряно-Прудский район был передан в Тульскую область, но 20 декабря 1942 года возвращён в Московскую область.
14 июня 1954 года Клёмовский с/с был упразднён, а его территория объединена с Беззубовским с/с в новый Косяевский сельсовет.
20 августа 1960 года Клёмовский с/с был восстановлен путём преобразования Косяевского с/с. Из прежнего Косяевского с/с в новый Клёмовский с/с не вошли селения Беззубово, Должиково и Косяево (они были переданы в Узуновский с/с).
1 февраля 1963 года Серебряно-Прудский район был упразднён и Клёмовский с/с вошёл в Ступинский сельский район. 11 января 1965 года Клёмовский с/с был возвращён в восстановленный Серебряно-Прудский район.
3 февраля 1994 года Клёмовский с/с был преобразован в Клёмовский сельский округ.
6 июня 2001 года в Клёмовском с/о посёлок центральной усадьбы совхоза «Клёмово» был переименован в Новоклёмово.
26 августа 2002 года из административного подчинения рабочего посёлка Серебряные Пруды в Клёмовский с/о были переданы селения Растрехаевка и Семёнково.
В ходе муниципальной реформы 2004—2005 годов Клёмовский сельский округ прекратил своё существование как муниципальная единица. При этом деревни Растрехаевка и Семёнково были переданы в городское поселение Серебряные Пруды, в остальные населённые пункты — в сельское поселение Узуновское.
29 ноября 2006 года Клёмовский сельский округ исключён из учётных данных административно-территориальных и территориальных единиц Московской области.